# Nuno Delgado
Nuno Miguel Delgado (Lisbona, 27 agosto 1976) è un ex judoka portoghese.

## Palmarès
- Giochi olimpici

Sydney 2000: bronzo negli 81 kg.
- Europei

Bratislava 1999: oro negli 81 kg.